# كيكي بيرتينس
كيكي بيرتينس (بالهولندية: Kiki Bertens) مواليد 10 ديسمبر 1991 في هولندا، هي لاعبة كرة مضرب هولندية بدأت مسيرتها كمحترفة سنة 2009 تلعب باليد اليمنى وتحتل حالياً المرتبة رقم. 107 (8 فبراير 2016) في تصنيف رابطة محترفات كرة المضرب. أعلى تصنيف لها في الفردي كان المركز الـ 41 في سنة 2013.

## روابط خارجية
- كيكي بيرتينس على موقع رابطة محترفات التنس (الإنجليزية)
- كيكي بيرتينس على موقع الاتحاد الدولي لكرة المضرب (الإنجليزية)
- كيكي بيرتينس على موقع كأس بيلي جين كينغ (الإنجليزية)
- كيكي بيرتينس على موقع بطولة ويمبلدون (الإنجليزية)
- كيكي بيرتينس على موقع خلاصة التنس.كوم (الإنجليزية)
- كيكي بيرتينس على موقع إي إس بي إن.كوم (الإنجليزية)
- كيكي بيرتينس على موقع اللجنة الأولمبية الدولية (الإنجليزية)
- كيكي بيرتينس على موقع أوليمبيديا (الإنجليزية)
- كيكي بيرتينس على موقع تيم أن.أل (الهولندية)